# Keke Palmer
Lauren Keyana Palmer, bolje poznana kot Keke Palmer, ameriška filmska ter televizijska igralka, modna oblikovalka in pevka, *26. avgust 1993, Harvey, Illinois, Združene države Amerike.

## Zgodnje življenje in začetek kariere
Keke Palmer se je kot Lauren Keyana Palmer rodila 26. avgusta 1993 v Harveyju, Illinois, Združene države Amerike. Njen oče Larry dela v neki poliuretanski firmi, njena mama Sharon pa je učiteljica na srednji šoli, kjer dela z duševno prizadetimi otroci. Pri devetih letih je odšla na avdicijo za vlogo v gledališki igri Levji kralj. Kljub temu, da je ni dobila, se je z družino preselila v Los Angeles, da je lahko delala na začetkih svoje igralske kariere.

## Kariera

### Igranje
Keke Palmer je s svojo igralsko kariero začela leta 2004 pri enajstih letih, ko je igrala v filmih Volnena kapa in Brivnica 2 ter v televizijskih serijah Cold Case in Strong Medicine, nadaljevala pa jo je leta 2005 v filmih Keke & Jamal in Knights of the South Bronx ter v televizijskih serijah Second Time Around, Zakon in red: Enota za posebne primere in ER.
Leta 2006 se pojavi v filmih Mala Akeelah in Madeino družinsko srečanje, leta 2007 v filmih Jump In! in Čistilec trupel ter v televizijskih serijah Tyler Perry's House of Payne in Just Jordan, leta 2008 pa v filmih The Longshots in Unstable Fables: Tortoise vs. Hare, začela pa je tudi s snemanjem televizijske serije True Jackson, VP, kjer ima glavno vlogo. Televizijsko serijo snema še danes.
Leta 2009 je igrala v filmih Shrink in Testing True (True Jackson TV Movie), pojavila pa se je tudi v televizijskih serijah Cribs in BET Awards, leta 2011 pa jo bomo lahko videli v filmu Oreo, kjer bo imela glavno vlogo.

### Glasba
Svojo glasbeno kariero je Keke Palmer začela leta 2006, ko je začela snemati soundtracke. Tistega leta je posnela dva in sicer za filma Noč v muzeju in Mala Akeelah. Tudi naslovna pesem za televizijsko serijo True Jackson, VP
Že leta 2007 je posnela svoj prvi EP, ki ga je poimenovala »Keke Palmer«. Istega leta je posnela soundtracka za DisneyMania 5 in Jump In!, izšel pa je tudi njen prvi glasbeni album z naslovom So Uncool. Izšel je natanko na 18. september.
V letu 2008 je posnela soundtrack za DisneyManio 6, trenutno pa dela na novem albumu, ki naj bi izšel spomladi letos.

### Modno oblikovanje
V juliju 2009 je Keke Palmer oblikovala svojo prvo linijo oblačil, sestavljeno predvsem iz majic, hlač, raznih oblek in podobno, vse pa je stalo pod 14$. Linijo je poimenovala True Jackson Clothing Line for Walmart.

## Filmografija
| Filmi      | Filmi                                  | Filmi            | Filmi                                          |
| Leto       | Naslov                                 | Vloga            | Opombe                                         |
| ---------- | -------------------------------------- | ---------------- | ---------------------------------------------- |
| 2004       | Brivnica 2                             | Ginina nečakinja | Kot Lauren Keyana Palmer.                      |
| 2004       | Volnena kapa                           | Lou              | Televizijski film (TNT)                        |
| 2005       | Keke & Jamal                           | Keke Stewart     |                                                |
| 2005       | Knights of the South Bronx             | Kenya Russell    | Televizijski film (Fox Television)             |
| 2006       | Mala Akeelah                           | Akeelah Anderson | Glavna vloga                                   |
| 2006       | Madeino družinsko srečanje             | Nikki            | posvojeni otrok                                |
| 2007       | Jump In!                               | Mary Thomas      | Televizijski film, glavna vloga                |
| 2007       | Čistilec trupel                        | Rose Cutler      | Glavna vloga                                   |
| 2008       | The Longshots                          | Jasmine Plummer  | Glavna vloga                                   |
| 2008       | Unstable Fables: Tortoise vs. Hare     | Crystal Tortoise | Glas                                           |
| 2009       | Shrink                                 | Jemma Fossy      |                                                |
| 2009       | Testing True (True Jackson TV Movie)   | True Jackson     | Glavna vloga                                   |
| 2011       | Oreo                                   | Oreo             | Glavna vloga                                   |
| Televizija |                                        |                  |                                                |
| Leto       | Naslov                                 | Vloga            | Opombe                                         |
| 2008—danes | True Jackson, VP                       | True Jackson     | Glavna vloga                                   |
| 2009       | Cribs                                  | Ona              |                                                |
| Kot gost   |                                        |                  |                                                |
| Leto       | Naslov                                 | Vloga            | Opombe                                         |
| 2004       | Cold Case                              | Arlene Marion    | »The Letter« (epizoda 13, sezona 1)            |
| 2004       | Strong Medicine                        | Sarina           | »Race for a Cure«                              |
| 2005       | Second Time Around                     | Sharlene         | »Big Bank, Little Bank« (epizoda 11, sezona 1) |
| 2005       | ER                                     | Janell Parkerson | »The Show Must Go On« (epizoda 22, sezona 11)  |
| 2005       | Zakon in red: Enota za posebne primere | Tasha Wright     | »Storm« (epizoda 10, sezona 7)                 |
| 2007       | Tyler Perry's House of Payne           | Nikki            | »Bully and the Beast« (epizoda 1, sezona 2)    |
| 2007       | Just Jordan                            | C.C. Livingston  | »Fame Game« (epizoda 17, sezona 2)             |
| 2009       | BET Awards                             | Ona              |                                                |

## Diskografija
EPi
- 2007: Keke Palmer

Albumi
- 2007: So Uncool

Soundtracki
- 2006: Mala Akeelah
- 2006: Noč v muzeju
- 2007: Jump In!
- 2007: DisneyMania 5
- 2008: DisneyMania 6

## Nagrade in nominacije
| Leto | Nagrada                                   | Kategorija                                                                              | Delo             | Rezultat   |
| ---- | ----------------------------------------- | --------------------------------------------------------------------------------------- | ---------------- | ---------- |
| 2005 | Young Artist Award                        | »Best Performance in a TV Movie, Miniseries or Special - Leading Young Actress«         | Volnena kapa     | nominirana |
| 2005 | Screen Actors Guild Awards                | »Outstanding Performance by a Female Actor in a Television Movie or Miniseries«         | Volnena kapa     | nominirana |
| 2005 | Image Awards                              | »Outstanding Actress in a Television Movie, Mini-Series or Dramatic Special«            | Volnena kapa     | nominirana |
| 2006 | Chicago Film Critics Association Awards   | »Most Promising Performer«                                                              | Mala Akeelah     | nominirana |
| 2006 | Black Movie Awards                        | »Outstanding Performance by an Actress in a Leading Role«                               | Mala Akeelah     | dobila     |
| 2007 | Young Artist Award                        | »Best Performance in a Feature Film - Leading Young Actress«                            | Mala Akeelah     | dobila     |
| 2007 | Image Awards                              | »Outstanding Actress in a Motion Picture«                                               | Mala Akeelah     | dobila     |
| 2007 | Broadcast Film Critics Association Awards | »Best Young Actress«                                                                    | Mala Akeelah     | nominirana |
| 2007 | Black Reel Awards                         | »Best Actress«                                                                          | Mala Akeelah     | dobila     |
| 2007 | Black Reel Awards                         | »Best Breakthrough Performance«                                                         | Mala Akeelah     | nominirana |
| 2008 | Young Artist Awards                       | »Best Performance in a Feature Film - Supporting Young Actress«                         | Čistilec trupel  | nominirana |
| 2008 | Black Reel Awards                         | »Best Actress«                                                                          | The Longshots    | nominirana |
| 2009 | NAACP Awards                              | »NAACP Image Award for Outstanding Performance in a Youth/Children's Series or Special« | True Jackson, VP | dobila     |